# Автоматичний аналіз медико-біологічних процесів
Автомати́чний ана́ліз ме́дико-біологі́чних проце́сів — обробка даних про біомедичні процеси, представлені у формі кривих, виконувана частково або повністю по алгоритмах, реалізованих на обчислювальній машині широкого призначення або спеціалізованої ЕОМ. Об'єктом аналізу може служити будь-який із процесів, що протікають в організмі, лікувальній установі або в зовнішньому середовищі, представлений у вигляді графіка, кривих, ряду чисел, карт розподілу біопотенціалів тощо Графічними виразами медико-біол. процесів є електрокардіограма (ЕКГ), електроенцефалограма (ЕЕГ), електроміограма (ЕМГ), імпульсна активність (ІА) нервових клітин, графіки температури і ін.
Розрізняють аналіз дискретних сигналів (наприклад, ІА) і аналіз безперервних сигналів (наприклад, ЕЕГ, ЕМГ і ін.).
Графічне представлення інформації застосовують в кібернетиці біологічній для вивчення властивостей біологічної системи, для побудови її фізичної або математичної моделі за допомогою аналогових і цифрових ЕОМ. У кібернетиці медичній ця форма представлення інформації необхідна для діагностики, прогнозування, оцінки перебігу захворювання і дії лікарських засобів при моделюванні лікувального процесу, зміни станів зовнішнього середовища і ін. Моделі аналізу медіко-біол. інформації є переважно математичними. Широко застосовують автокореляційний і спектральний аналіз складного біол. процесу, наприклад, аналіз скоротливої функції міокарду можна проводити методом балістокардіографії. Цей метод аналізу дозволяє виділяти на ЕКГ випадкові і періодичні складові процесу, що вивчається, навіть в тих випадках, де дослідник не бачить нічого, окрім безладно розподілених в часі хвиль і піків.
Все частіше застосовують визначення кроскореляційної функції, що показує ступінь зв'язку між двома-трьома процесами в певні моменти часу, наприклад, частоти дихання і серцевого ритму, тривалість фаз серцевого циклу і ступеня підвищення тиску крові в порожнинах серця тощо. Істотно, що ЕОМ при цьому не тільки обчислює ряди показників, але і будує графіки автокореляційної і ін. ф-цій. Широко поширено автомат. побудови гістограм, амплітудних розподілів, часових інтервалів, фаз і латентних періодів. Перспективним є застосування алгоритмів багатофакторного аналізу, оскільки процеси в живому організмі є результатом взаємодії багатьох чинників. Для побудови моделей цих процесів необхідні кількісні оцінки кожного чинника окремо.
Апарат математичної статистики і теорії ймовірностей не є вичерпним для автоматичного аналізу медико-біологічних процесів. Успішним є поєднання статистичних, часових і логічних методів аналізу. До таких методів слід віднести вивчення спектру в динаміці, статистичне вивчення часових співвідношень між екстремальними точками і точками перегину, методи евристичного вивчення показників і т. д.
Для автоматичного аналізу медико-біологічних процесів існують спеціалізовані обчислювальні пристрої, які передбачають обробку інформації по жорсткій схемі різних алгоритмів. Прикладами таких пристроїв є «Нейрон-1» (СРСР), «САТ-400» (США); «АТАС-401», «АТАС-501» (Японія) і ін. Обчислювальні машини широкого призначення ведуть обробку інформації за широким списком алгоритмів. Проте проблема введення інформації в ЦВМ, пов'язана з автомат. аналізом, представляє значні утруднення. Тому для зчитування і перекладу її, наприклад, на перфострічку застосовують пристрої типа «Силует», «Майок» і «Графік», а введення інформації здійснюється за допомогою перфострічок і перфокарт. Для введення інформації у вигляді електричного сигналу застосовують аналого-цифрові перетворювачі, наприклад, «Біокод». З середини 60-х років в СРСР і за кордоном (США, Японія, Франція, Англія і ФРН) ведуться роботи із створення спеціалізованих біомедичних обчислювальних комплексів, призначених для збору і автомат. обробки біоінформації.